# Cerro Pirhuata
Der Cerro Pirhuata ist ein 5.060 m hoher Berggipfel im südamerikanischen Andenstaat Bolivien.
Der Cerro Pirhuata ist der höchste Gipfel der Cordillera de Cocapata, einer Höhenregion, die sich von der Hochebene von Cochabamba aus nach Nordwesten in Richtung der Mündung des Río Boopi in den Río Alto Beni erstreckt. Der Gipfel liegt etwa dreißig Kilometer nordwestlich der Metropole Cochabamba und ist auf der Landstraße von Quillacollo über Ironcollo und Marquina den Río Jankho Khala aufwärts Richtung Morochata zu erreichen. Nach 35 Kilometern zweigt in nordöstlicher Richtung eine Landstraße in Richtung auf das  Misicuni-Projekt ab und passiert nach wenigen Kilometern den westlich der Straße gelegenen Cerro Pirhuata.